# أوستن (كيبك)
أوستن (بالإنجليزية: Austin, Quebec) هي بلدية محلية في كيبيك تقع في كندا في Memphrémagog Regional County Municipality. يقدر عدد سكانها بـ 1,880 نسمة ومساحتها 86.50 كم2 .